# إسحاق مور (شماس)
إسحاق مور (بالإنجليزية: Isaac Moore) هو شماس أمريكي، ولد في 1622 في إنجلترا في المملكة المتحدة، وتوفي في 1705 في فارمنغتون في الولايات المتحدة.